# Ribeirão Marialva
Der Ribeirão Marialva ist ein etwa 75 km langer rechter Nebenfluss des Rio Ivaí im Norden des brasilianischen Bundesstaats Paraná.

## Geografie

### Lage
Das Einzugsgebiet des Ribeirão Marialva befindet sich auf dem Terceiro Planalto Paranaense (Dritte oder Guarapuava-Hochebene von Paraná) im Südosten von Maringá.

### Verlauf
Sein Quellgebiet liegt im Munizip Marialva auf 579 m Meereshöhe im südlichen Stadtgebiet in der Nähe der BR-376 (Rodovia do Café).
Der Fluss verläuft in südwestlicher Richtung. Er fließt auf der Grenze zwischen den Munizipien Itambé und Floresta von rechts in den Rio Ivaí. Er mündet auf 277 m Höhe. Er ist etwa 75 km lang.

### Munizipien im Einzugsgebiet
Am Ribeirão Marialva liegen die drei Munizpien Marialva, Itambé und Floresta.